# Správní obvod obce s rozšířenou působností Kuřim
Správní obvod obce s rozšířenou působností Kuřim je od 1. ledna 2003 jedním ze sedmi správních obvodů rozšířené působnosti obcí v okrese Brno-venkov v Jihomoravském kraji. Čítá 10 obcí.
Město Kuřim je zároveň obcí s pověřeným obecním úřadem, přičemž oba správní obvody jsou územně totožné.

## Seznam obcí
Poznámka: Města jsou vyznačena tučně, městyse kurzívou.
- Čebín
- Česká
- Hvozdec
- Chudčice
- Jinačovice
- Kuřim
- Lelekovice
- Moravské Knínice
- Rozdrojovice
- Veverská Bítýška

## Obyvatelstvo
| Rok  | Obyv. | ± %     |
| ---- | ----- | ------- |
| 1869 | 6 653 | —       |
| 1880 | 7 167 | +7,7 %  |
| 1890 | 7 210 | +0,6 %  |
| 1900 | 7 382 | +2,4 %  |
| 1910 | 8 574 | +16,1 % |

| Rok  | Obyv.  | ± %     |
| ---- | ------ | ------- |
| 1921 | 8 864  | +3,4 %  |
| 1930 | 10 668 | +20,4 % |
| 1950 | 12 261 | +14,9 % |
| 1961 | 14 546 | +18,6 % |
| 1970 | 15 670 | +7,7 %  |

| Rok  | Obyv.  | ± %    |
| ---- | ------ | ------ |
| 1980 | 16 656 | +6,3 % |
| 1991 | 17 241 | +3,5 % |
| 2001 | 18 024 | +4,5 % |
| 2011 | 22 522 | +25 %  |
| 2021 | 23 967 | +6,4 % |